# Fischbach (Ems)
Der Fischbach, im Gewässerkartendienst des Hessischen Ministeriums für Umwelt, Klimaschutz, Landwirtschaft und Verbraucherschutz auch als Erzebach bezeichnet, ist ein orographisch rechter Nebenfluss des Eder-Zuflusses Ems im nordhessischen Landkreis Kassel.

## Verlauf
Seine Quelle befindet sich am Nordfuß des Erzebergs rund 300 m südlich der zu Balhorn gehörigen Ferienanlage Erzeberg. Der Bach umfließt in langem Bogen zunächst in südwestlicher Richtung die Nordwestflanke des Erzebergs. Nach etwa 1 km unterquert er unweit östlich des Bahnhofs Balhorn die Bahnstrecke Kassel–Naumburg, auf der heute nur noch die Museumsbahn des Hessencourriers fährt. Danach verläuft der Bach in allgemein südlicher Richtung entlang der Westflanke des Erzebergs, dabei meist am Waldrand oder unmittelbar innerhalb des Waldes. In diesem Abschnitt befand sich das 1243 erstmals urkundlich erwähnte Dorf Visbach, das 1544 nur noch als Wüstung Fischbach im Merxhäuser Salbuch erscheint; die genaue Lage der aufgegebenen Siedlung ist noch nicht geklärt.
Etwa 1,4 km nach Unterqueren der Bahnlinie erreicht der Bach den Nordwestrand von Sand, fließt dort unter der Wolfhager Straße (Kreisstraße 110) hindurch und nimmt unmittelbar danach einen von Westen entlang der K 110 herbeifließenden kleinen Bach auf. Der Fischbach biegt dann leicht nach Südosten um und verläuft auf einer Strecke von etwa 900 m westlich parallel zur Wolfhager Straße bzw. K 110 am westlichen Ortsrand von Sand entlang bis zur Unterquerung des Tränkewegs. Unmittelbar nördlich oberhalb des Tränkewegs ist der Bach zu einem ca. 250 m langen und 50 m breiten Teich aufgestaut. Die letzten 600 m unterhalb des Tränkewegs fließt der Bach in langgezogener Rechtskurve zunächst nach Südosten, unterquert die Fischbachstraße, wo einst die Fischbachmühle stand, und verläuft dann nach Süden, um schließlich nach Unterqueren des Offenhäuser Wegs unmittelbar westlich der Merxhäuser Straße in die Ems zu münden, die hier gerade diese Straße unterquert hat.

### Naturraum
Der Fischbach verläuft in seiner gesamten Länge in der naturräumlichen Teileinheit „Isthaebene“ (Nr. 341.34) in der Haupteinheit Ostwaldecker Randsenken (341) und der Untereinheit Wolfhager Hügelland (341.3).